# Rallye des 1000 lacs 1981
Le Rallye des 1000 lacs 1981 (31 Jyväskylän Suurajot), disputé du 28 au 30 août 1981, est la quatre-vingt-seizième manche du championnat du monde des rallyes (WRC) courue depuis 1973, et la neuvième manche du Championnat du monde des rallyes 1981.

## Contexte avant la course

### Le championnat du monde

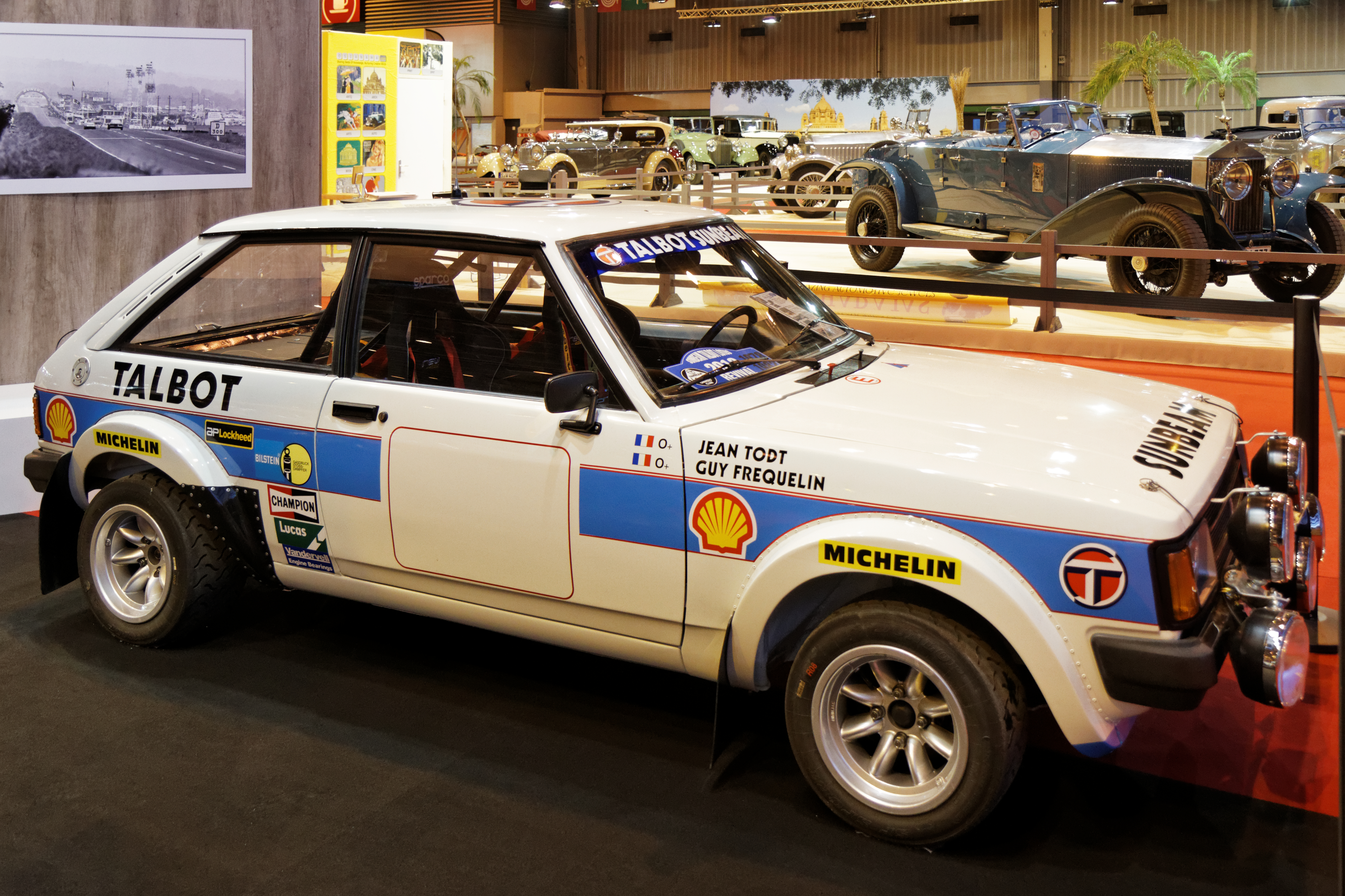
Grâce aux excellents résultats de sa Sunbeam Lotus groupe 2, Talbot est en tête du championnat du monde.

Ayant succédé en 1973 au championnat international des marques (en vigueur de 1970 à 1972), le championnat du monde des rallyes se dispute sur une douzaine de manches, dont les plus célèbres épreuves routières internationales, telles le Rallye Monte-Carlo, le Safari ou le RAC Rally. Parallèlement au championnat des constructeurs, la Commission Sportive Internationale (CSI) a depuis 1979 créé un véritable championnat des pilotes qui fait suite à la controversée Coupe des conducteurs instaurée en 1977, dont le calendrier incluait des épreuves de second plan. Pour la saison 1981, la CSI a une nouvelle fois exclu la manche suédoise du championnat constructeurs, cette épreuve comptant uniquement pour le classement des pilotes, tout comme le Rallye du Brésil promu cette année au rang mondial. Huit des douze manches du calendrier se disputent en Europe, deux en Afrique et deux en Amérique du Sud. Elles sont réservées aux voitures des catégories suivantes :
- Groupe 1 : voitures de tourisme de série
- Groupe 2 : voitures de tourisme spéciales
- Groupe 3 : voitures de grand tourisme de série
- Groupe 4 : voitures de grand tourisme spéciales

Grâce à l'efficacité et la fiabilité de sa Sunbeam Lotus, homologuée en groupe 2, Talbot occupe la tête du championnat du monde des constructeurs devant Datsun. Aux mains de Guy Fréquelin, cette voiture a remporté le Rallye d'Argentine et le pilote français, qui a accumulé les places d'honneur, est en tête du championnat des pilotes avec 26 points d'avance sur Ari Vatanen (victorieux en Grèce et au Brésil), son principal adversaire pour le titre. Nouvellement impliqué en rallye, Audi est le premier à avoir adapté la transmission intégrale sur une voiture de grand tourisme. Si sa nouvelle Quattro n'a pas encore apporté au constructeur allemand de victoire de premier plan (le succès d'Hannu Mikkola au Rallye de Suède n'étant pas pris en compte pour le classement des marques), la voiture a cependant démontré sa supériorité sur terrain glissant, et seuls des problèmes de fiabilité l'ont empêchée de s'imposer dans chacune des épreuves qu'elle a disputées.

### L'épreuve
Le « Jyväkylän Suurajot » (Grand Prix de Jyväkylän) existe depuis 1951 et se déroule en Finlande centrale, dans la partie ouest de la région des lacs qui lui vaut son nom usuel de « Rallye des 1000 lacs ». Disputée sur un parcours très rapide (plus de 105 km/h de moyenne sur les tronçons chronométrés), comportant de nombreuses bosses, c'est une épreuve très spectaculaire, les voitures lancées à près de 200 km/h y effectuant des sauts impressionnants. Seuls les pilotes ayant une parfaite connaissance du terrain parviennent à s'y imposer ; pratiquement imbattables chez eux, les pilotes finlandais n'ont été vaincus qu'à trois occasions par leurs voisins suédois. Hannu Mikkola y détient le record de victoires, avec cinq succès entre 1968 et 1975.

## Le parcours
- départ : 28 août 1981 de Jyväskylä
- arrivée : 30 août 1981 à Jyväskylä

Jyväskylä, au cœur du rallye des 1000 lacs.

- distance : 1 418,9 km dont 439,9 km sur 46 épreuves spéciales (48 épreuves initialement prévues, dont 1 annulée avant le départ, 47 programmées pour un total de 453,1 km)
- surface : terre
- Parcours divisé en deux étapes[3]

### Première étape
- Jyväskylä - Jyväskylä, du 28 au 29 août
- 19 épreuves spéciales, 194,2 km (20 épreuves initialement prévues, dont 1 annulée avant le départ)

### Deuxième étape
- Jyväskylä - Jyväskylä, du 29 au 30 août
- 27 épreuves spéciales, 245,7 km (28 épreuves initialement prévues, pour un total de 258,9 km)

## Les forces en présence
- Fiat

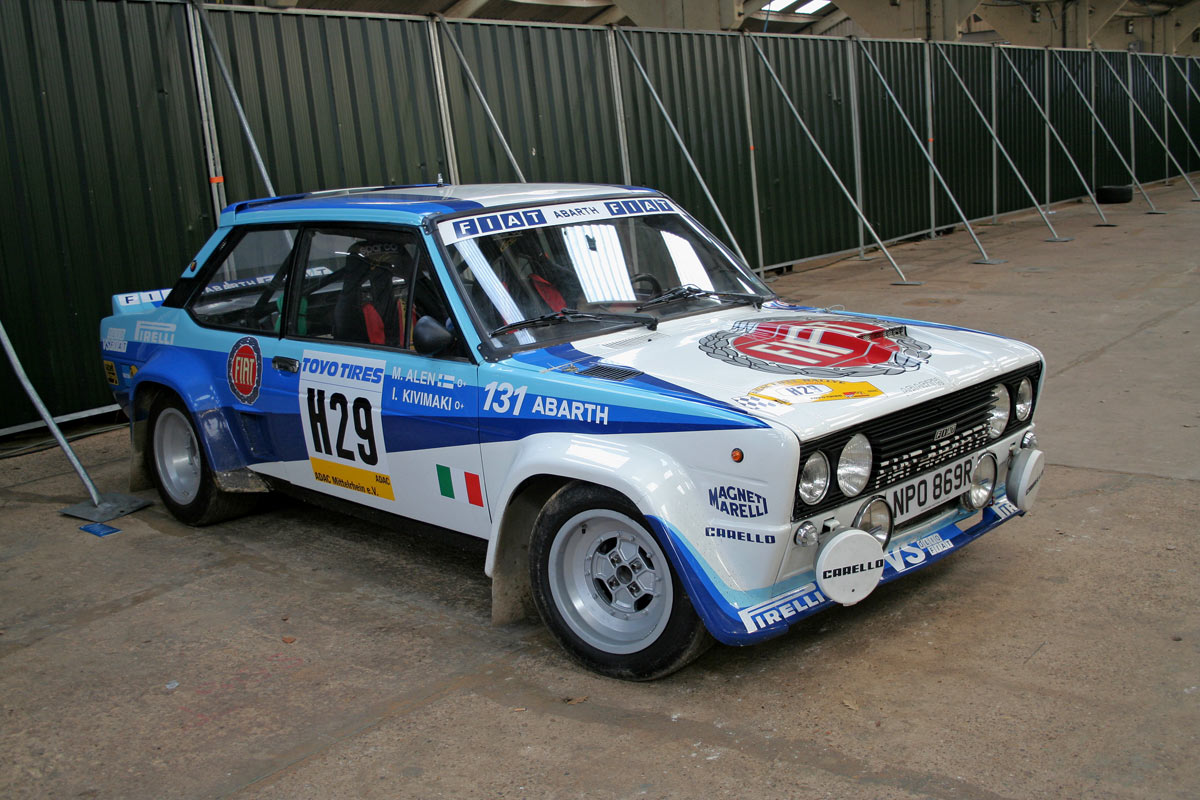
La Fiat 131 Abarth groupe 4.

Markku Alén dispose d'une 131 Abarth groupe 4 (950 kg, moteur deux litres seize soupapes à injection Kugelfischer, plus de 230 chevaux à 7500 tr/min) engagée par l'usine. Autonovo, l'importateur de la marque en Finlande, aligne une voiture identique pour Kalevi Aho et une Ritmo Abarth groupe 2 (840 kg, moteur 1500 cm3 huit soupapes à injection, 165 chevaux à 7600 tr/min), pour l'espoir suédois Mikael Sundström. 
Les trois voitures sont équipées de pneus Pirelli.
- Datsun

Le constructeur japonais a officiellement engagé une Violet GT groupe 4 pour Timo Salonen. Cette voiture d'un peu plus d'une tonne est équipée d'un moteur deux litres à seize soupapes développant 225 chevaux. Salonen est épaulé par Erkki Pitkänen et Peter Geitel, qui disposent de berlines 160J groupe 2 préparées par l'importateur local. Elles sont un peu plus légères que la version groupe 4, mais la puissance de leur moteur en version huit soupapes est limitée à 200 chevaux. Elles sont chaussées de pneus Dunlop.
- Ford

L'équipe Rothmans est présente avec deux Escort RS1800 groupe 4, confiées à Ari Vatanen et Pentti Airikkala. Préparées chez David Sutton, elles disposent d'un moteur deux litres alimenté par injection, développant 265 chevaux à 8500 tr/min et pèsent environ une tonne. Lasse Lampi est au volant d'un modèle identique, sortant également des ateliers de David Sutton. Tous trois utilisent des pneus Pirelli.
- Talbot

Deux Sunbeam Lotus groupe 2 officielles sont aux mains d'Henri Toivonen et Stig Blomqvist, qui débute dans l'équipe. Habituel pilote de la marque, Guy Fréquelin est absent, estimant nulles ses chances de terminer dans les dix premiers et marquer des points au championnat, du fait de son inexpérience en Finlande. Pesant moins d'une tonne et animées par un moteur quatre cylindres seize soupapes de 2200 cm3 alimenté par deux carburateurs double-corps développant 250 chevaux, les Sunbeam Lotus sont les plus performantes de leur catégorie. Elles utilisent des pneus Michelin. Quelques pilotes privés sont au volant de modèle, les plus en vue étant Timo Mäkelä et Heikki Enomaa.
- Audi

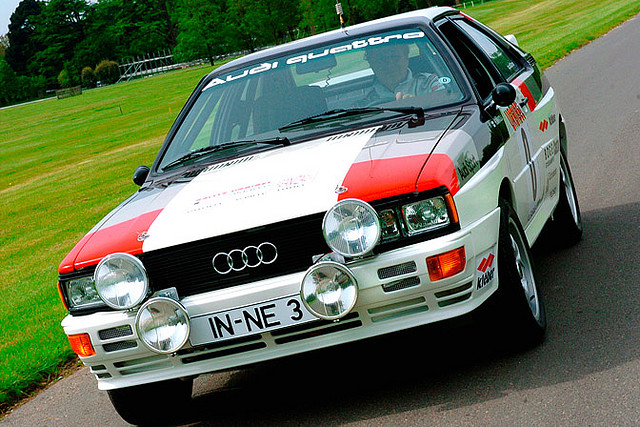
L'Audi Quattro groupe 4, à transmission intégrale.

Audi Sport aligne la même équipe qu'en Grèce, avec trois Quattro groupe 4 pour Hannu Mikkola, Michèle Mouton et Franz Wittmann. Ces voitures, dotées d'une transmission intégrale permanente, pèsent près de 1100 kg. Elles sont équipées d'un moteur cinq cylindres de 2144 cm3 à injection directe suralimenté par un turbo-compresseur KKK, d'une puissance de plus de 330 chevaux. Elles sont chaussées de pneus Kleber.
- Mitsubishi

Le constructeur japonais engage trois Lancer Turbo groupe 4, berlines pesant un peu plus d'une tonne disposant d'un moteur de deux litres de cylindrée à seize soupapes, suralimenté par turbocompresseur, d'une puissance de l'ordre de 280 chevaux à 7000 tr/min. Elles sont aux mains d'Anders Kulläng, Antero Laine et Kyösti Hämäläinen, ce dernier ayant la charge de tester différents nouveaux réglages. Les trois voitures utilisent des pneus Advan, une sous-marque de Yokohama.
- Opel

Officiellement absente, la marque allemande est cependant représentée par le Rallysport Racing Team, écurie suédoise alignant une Opel Ascona 400 groupe 4 pour Björn Johansson. Cette voiture de 1020 kg est motorisée par un bloc quatre cylindres de 2420 cm3 développé chez Cosworth, d'une puissance d'environ 250 chevaux. Johansson utilise des pneus Michelin.
- Toyota

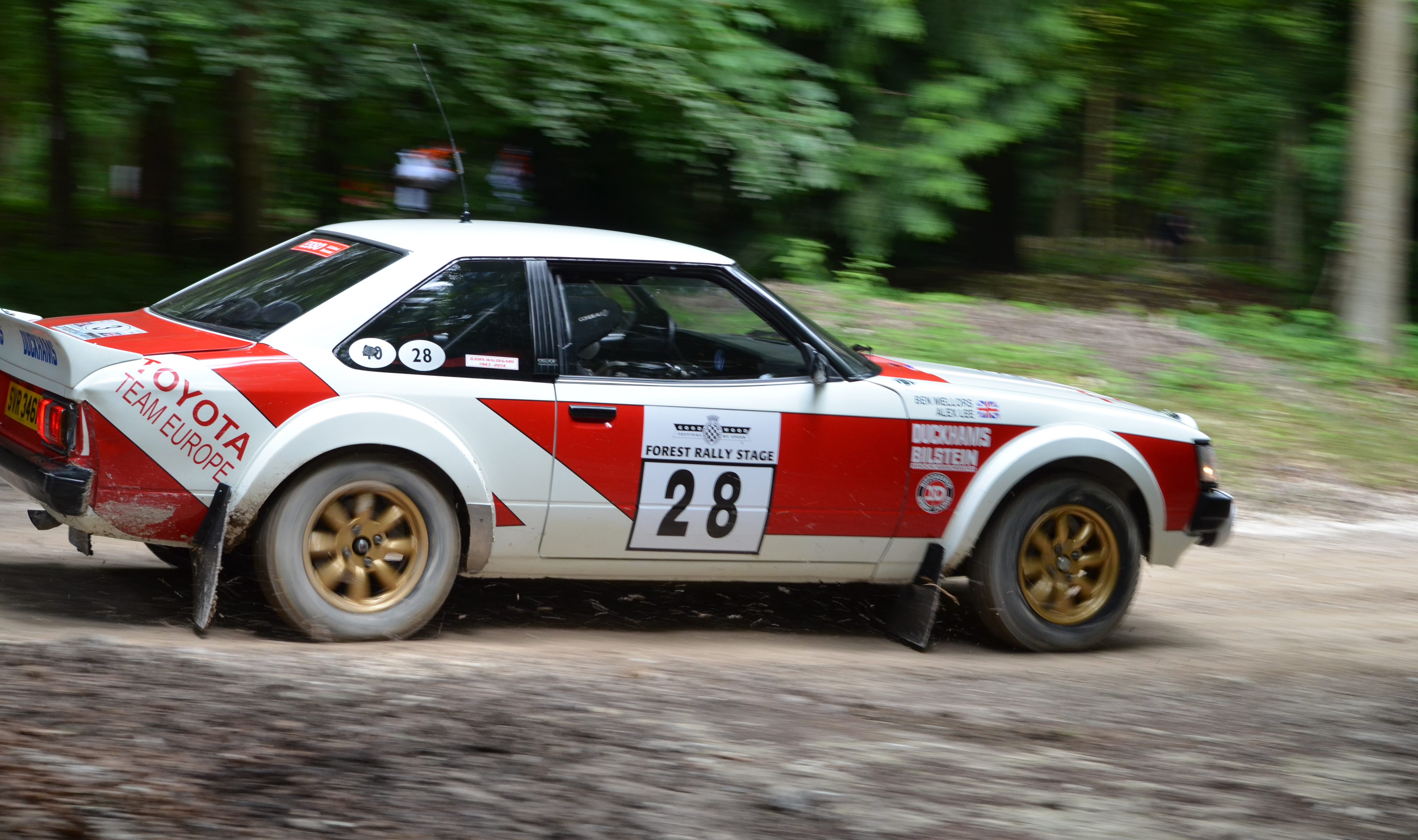
Un coupé Toyota Celica Groupe 4.

Le Toyota Team Europe a engagé deux Celica 2000 GT groupe 4 pour Celica 2000 GT groupe 4 pour Björn Waldegård et Tapio Rainio. Ces coupés pèsent un peu plus d'une tonne et sont équipés d'un moteur quatre cylindres deux litres à seize soupapes, alimenté par deux carburateurs Weber double-corps, développant plus de 230 chevaux. Elles sont chaussées de pneus Pirelli.
- Porsche

Le constructeur de Zuffenhausen a depuis quelques années cessé toute implication en rallye, mais sa présence est continuellement assurée par des équipes privées. Quatre voitures de la marque sont présentes en Finlande, avec notamment Per Eklund et Leo Kinnunen, tous deux sur des 911 SC groupe 4, voitures disposant de plus de 300 chevaux.
- Lada

L'écurie soviétique FAS-USSRR est présente avec quatre 21011 groupe 2, confiées à Stasys Brundza, Kastytis Girdauskas, Heiki ohu et Viktor Moskovskich.

## Déroulement de la course

### Première étape

#### Jyväskylä - Aulanko
Les concurrents s'élancent de Jyväskylä le mercredi, à partir de dix-huit heures. Sur les pistes de terre, l'Audi Quattro s'avère une fois de plus supérieure à ses concurrentes et Hannu Mikkola prend immédiatement la tête, sans toutefois creuser un avantage décisif sur la Fiat 131 de Markku Alén et la Ford Escort d'Ari Vatanen, qui se tiennent à la seconde près. Après deux heures de courses et quatre épreuves spéciales, Mikkola ne possède que huit secondes d'avance sur eux. À une vingtaine de secondes, Timo Salonen occupe la quatrième place sur sa Datsun, devant la Talbot d'Henri Toivonen qui domine nettement le groupe 2. Un accident se produit alors à Ehikki, près de Koskenpää : Franz Wittmann, qui navigue aux alentours de la dixième place, ne s'est pas rendu compte qu'il avait franchi la ligne d'arrivée du tronçon chronométré et arrive beaucoup trop vite au point de contrôle ; il freine en catastrophe et la voiture part en travers, heurtant quatre personnes parmi les officiels. Trois d'entre elles sont légèrement blessées mais le président de la Fédération finlandaise de sport automobile, Raul Falin, est très sévèrement touché ; transporté sans connaissance à l'hôpital, il décédera au cours de la nuit. Très mal informé quant à la gravité de la situation, l'équipage est cependant reparti mais se retirera de la course à l'annonce du décès, à la halte d'Aulanko. Derrière Mikkola qui a très légèrement augmenté son avance, le duel pour la deuxième place est toujours très serré entre Alén et Vatanen, séparés de quelques secondes. 
| Pos. | Pilote           | Copilote            | Voiture              | Groupe | Temps       | Écart        |
| ---- | ---------------- | ------------------- | -------------------- | ------ | ----------- | ------------ |
| 1    | Hannu Mikkola    | Arne Hertz          | Audi Quattro         | 4      | 42 min 52 s |              |
| 2    | Markku Alén      | Ilkka Kivimäki      | Fiat 131 Abarth      | 4      | 43 min 09 s | + 17 s       |
| 3    | Ari Vatanen      | David Richards      | Ford Escort RS1800   | 4      | 43 min 09 s | + 17 s       |
| 4    | Timo Salonen     | Seppo Harjanne      | Datsun Violet GT     | 4      | 43 min 56 s | + 1 min 04 s |
| 5    | Henri Toivonen   | Fred Gallagher      | Talbot Sunbeam Lotus | 2      | 44 min 05 s | + 1 min 13 s |
| 6    | Björn Johansson  | Sven-Erik Andersson | Opel Ascona 400      | 4      | 44 min 51 s | + 1 min 49 s |
| 7    | Pentti Airikkala | Risto Virtanen      | Ford Escort RS1800   | 4      | 44 min 59 s | + 2 min 07 s |
| 8    | Stig Blomqvist   | Björn Cederberg     | Talbot Sunbeam Lotus | 2      |             |              |

#### Aulanko - Jyväskylä
À la reprise, dans la neuvième épreuve spéciale, Alén veut forcer la chance, tentant de passer en quatrième une courbe qu'il prenait habituellement à fond de troisième... Son audace est immédiatement sanctionnée, la Fiat effectuant un tonneau. Seule la carrosserie est endommagée et l'équipage repart aussitôt, n'ayant perdu qu'une vingtaine de secondes et une place au classement au profit de Vatanen. La quatrième place est également très disputée, Toivonen grignotant progressivement son retard sur Salonen. Dans le secteur de Salinmäki, le pilote Talbot est revenu au niveau de la Datsun, qu'il distance dans les épreuves suivantes. Après sa cabriole, Alén tente de réduire son retard sur Vatanen, mais quelques dysfonctionnements du boîtier électronique freinent sa progression. En tête, Mikkola accentue très progressivement son avance et rallie Jyväskylä avec vingt-trois secondes d'avance sur Vatanen. Alén est désormais à plus d'une minute, conservant toutefois une bonne marge sur Toivonen et Salonen, séparés de vingt secondes. Le premier non Finlandais est le Suédois Björn Johansson, septième sur son Opel juste derrière la Ford Escort de Pentti Airikkala. Quarante-deux équipages ont renoncé au cours de cette première étape.
| Pos. | Pilote            | Copilote            | Voiture                 | Groupe | Temps           | Écart         |
| ---- | ----------------- | ------------------- | ----------------------- | ------ | --------------- | ------------- |
| 1    | Hannu Mikkola     | Arne Hertz          | Audi Quattro            | 4      | 1 h 46 min 34 s |               |
| 2    | Ari Vatanen       | David Richards      | Ford Escort RS1800      | 4      | 1 h 46 min 57 s | + 23 s        |
| 3    | Markku Alén       | Ilkka Kivimäki      | Fiat 131 Abarth         | 4      | 1 h 47 min 41 s | + 1 min 07 s  |
| 4    | Henri Toivonen    | Fred Gallagher      | Talbot Sunbeam Lotus    | 2      | 1 h 48 min 57 s | + 2 min 23 s  |
| 5    | Timo Salonen      | Seppo Harjanne      | Datsun Violet GT        | 4      | 1 h 49 min 17 s | + 2 min 43 s  |
| 6    | Pentti Airikkala  | Risto Virtanen      | Ford Escort RS1800      | 4      | 1 h 50 min 59 s | + 4 min 25 s  |
| 7    | Björn Johansson   | Sven-Erik Andersson | Opel Ascona 400         | 4      | 1 h 51 min 15 s | + 4 min 41 s  |
| 8    | Lasse Lampi       | Pentti Kuukkala     | Ford Escort RS1800      | 4      | 1 h 51 min 59 s | + 5 min 25 s  |
| 9    | Stig Blomqvist    | Björn Cederberg     | Talbot Sunbeam Lotus    | 2      | 1 h 52 min 20 s | + 5 min 46 s  |
| 10   | Björn Waldegård   | Hans Thorszelius    | Toyota Celica 2000 GT   | 4      | 1 h 52 min 23 s | + 5 min 49 s  |
| 11   | Antero Laine      | Juha Piironen       | Mitsubishi Lancer Turbo | 4      | 1 h 52 min 42 s | + 6 min 08 s  |
| 12   | Per Eklund        | Ragnar Spjuth       | Porsche 911 SC          | 4      | 1 h 52 min 59 s | + 6 min 25 s  |
| 13   | Tapio Rainio      | Erkki Nyman         | Toyota Celica 2000 GT   | 4      | 1 h 53 min 38 s | + 7 min 04 s  |
| 14   | Anders Kulläng    | Bruno Berglund      | Mitsubishi Lancer Turbo | 4      | 1 h 54 min 54 s | + 8 min 20 s  |
| 15   | Kyösti Hämäläinen | Tapio Vanhala       | Mitsubishi Lancer Turbo | 4      | 1 h 55 min 22 s | + 8 min 48 s  |
| 16   | Michèle Mouton    | Fabrizia Pons       | Audi Quattro            | 4      | 1 h 56 min 41 s | + 10 min 07 s |
| 17   | Timo Mäkelä       | Juhani Korhonen     | Talbot Sunbeam Lotus    | 2      | 1 h 57 min 58 s | + 11 min 24 s |
| 18   | Mikael Sundström  | Voitto Silander     | Fiat Ritmo Abarth       | 2      | 1 h 57 min 59 s | + 11 min 25 s |
| 19   | Kalevi Aho        | Carl-Johan Wolff    | Fiat 131 Abarth         | 4      | 1 h 59 min 27 s | + 12 min 53 s |
| 20   | Peter Geitel      | Rolf Mesterton      | Datsun 160J PA10        | 2      | 1 h 59 min 49 s | + 13 min 15 s |

### Deuxième étape
Les cent quatre concurrents encore en course repartent de Jyväskylä le jeudi après-midi. Si la première épreuve spéciale, se déroulant dans un parc, n'apporte aucun changement, un incident bouleverse aussitôt après le classement : Mikkola doit faire remplacer l'arbre à cames de son Audi, une intervention qui lui coûte plus de quatre minutes de pénalisation et le fait rétrograder à la cinquième place du classement général. Vatanen prend la tête, devant Alén, Toivonen et Salonen. Le pilote Audi va dès lors effectuer une impressionnante série de meilleurs temps ; dix épreuves plus loin, il est quatrième, ayant comblé la minute et demie de retard qu'il comptait sur Salonen. Il a désormais Toivonen en point de mire, une minute devant lui. Il s'en rapproche progressivement mais le pilote Talbot résiste bien et l'issue reste incertaine quand, dans le quarantième secteur chronométré, une panne de distribution met fin à la course de Toivonen. Mikkola est troisième mais son retard sur les deux hommes de tête est trop important pour qu'il puisse espérer les rejoindre. Depuis la reprise, Vatanen contrôle parfaitement la situation et gère son avance sur la Fiat d'Alén, d'autant que ce dernier est parfois handicapé par des coupures intermittentes de son moteur à haut régime. Le rallye se termine sans autre incident, Vatanen remportant enfin son rallye national devant Alén. Troisième devant la Datsun de Salonen, Mikkola a une fois de plus démontré que, hormis les problèmes de fiabilité, l'Audi Quattro était bien la plus rapide sur terre. Cinquième, Airikkala devance finalement Johansson à l'arrivée, les deux hommes se tenant depuis le départ. En groupe 2, la victoire revient à la Talbot de Stig Blomqvist, huitième, le pilote suédois étant en tête de la catégorie depuis l'abandon de son coéquipier Toivonen. Pour sa première participation à cette épreuve particulière, Michèle Mouton termine à une encourageante treizième sur son Audi, premières des pilotes non nordiques.

### Classements intermédiaires
Classements intermédiaires des pilotes après chaque épreuve spéciale

### Classement général

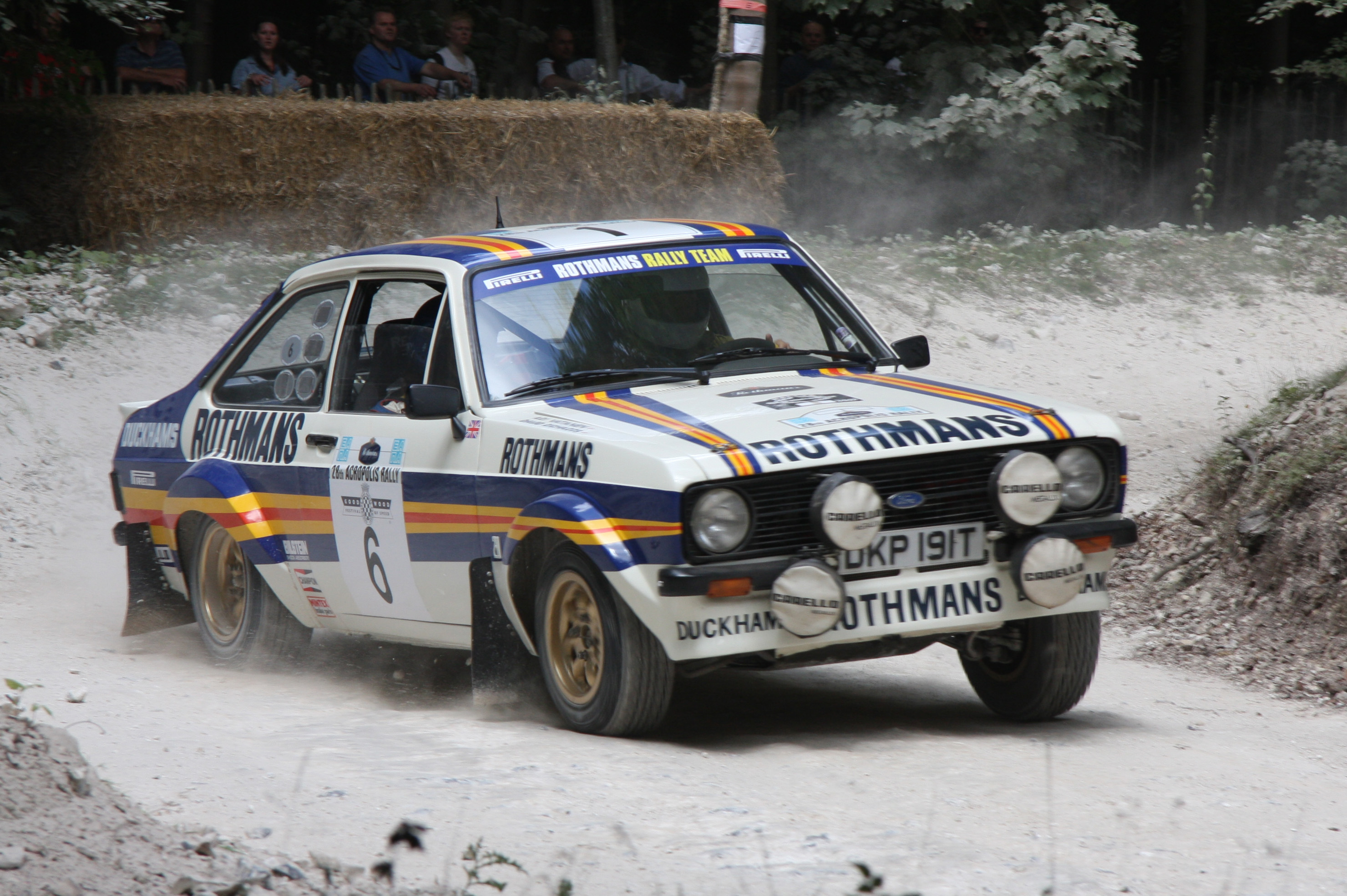
Une Ford Escort RS1800 groupe 4 aux couleurs Rothmans, semblable à celle d'Ari Vatanen.

| Pos | No | Pilote           | Copilote            | Voiture                 | Temps           | Écart         | Groupe |
| --- | -- | ---------------- | ------------------- | ----------------------- | --------------- | ------------- | ------ |
| 1   | 2  | Ari Vatanen      | David Richards      | Ford Escort RS1800      | 4 h 07 min 27 s |               | 4      |
| 2   | 1  | Markku Alén      | Ilkka Kivimäki      | Fiat 131 Abarth         | 4 h 08 min 26 s | + 59 s        | 4      |
| 3   | 3  | Hannu Mikkola    | Arne Hertz          | Audi Quattro            | 4 h 10 min 19 s | + 2 min 52 s  | 4      |
| 4   | 5  | Timo Salonen     | Seppo Harjanne      | Datsun Violet GT        | 4 h 13 min 26 s | + 5 min 59 s  | 4      |
| 5   | 8  | Pentti Airikkala | Risto Virtanen      | Ford Escort RS1800      | 4 h 15 min 40 s | + 8 min 13 s  | 4      |
| 6   | 15 | Björn Johansson  | Sven-Erik Andersson | Opel Ascona 400         | 4 h 16 min 18 s | + 8 min 51 s  | 4      |
| 7   | 12 | Lasse Lampi      | Pentti Kuukkala     | Ford Escort RS1800      | 4 h 16 min 41 s | + 9 min 14 s  | 4      |
| 8   | 9  | Stig Blomqvist   | Björn Cederberg     | Talbot Sunbeam Lotus    | 4 h 19 min 09 s | + 11 min 42 s | 2      |
| 9   | 4  | Björn Waldegård  | Hans Thorszelius    | Toyota Celica 2000 GT   | 4 h 20 min 27 s | + 13 min 00 s | 4      |
| 10  | 24 | Antero Laine     | Juha Piironen       | Mitsubishi Lancer Turbo | 4 h 24 min 00 s | + 16 min 33 s | 4      |

### Équipages de tête
- ES1 à ES21 :  Hannu Mikkola -  Arne Hertz (Audi Quattro)
- ES22 à ES48 :  Ari Vatanen -  David Richards (Ford Escort RS1800)

### Vainqueurs d'épreuves spéciales
- Hannu Mikkola -  Arne Hertz (Audi Quattro) : 30 spéciales (ES 1, 3 à 6, 8 à 10, 12, 17 à 20, 22 à 31, 38, 39, 44 à 48)
- Ari Vatanen -  David Richards (Ford Escort RS1800) : 13 spéciales (ES 7, 12 à 16, 32 à 36, 42, 43)
- Markku Alén -  Ilkka Kivimäki (Fiat 131 Abarth) : 6 spéciales (ES 2, 5, 16, 34, 40, 41)
- Anders Kulläng -  Bruno Berglund (Mitsubishi Lancer Turbo) : 1 spéciale (ES 21)

## Résultats des principaux engagés
| No | Pilote              | Copilote            | Voiture                 | Groupe | Classement général                         | Class. groupe |
| -- | ------------------- | ------------------- | ----------------------- | ------ | ------------------------------------------ | ------------- |
| 1  | Markku Alén         | Ilkka Kivimäki      | Fiat 131 Abarth         | 4      | 2e à 59 s                                  | 2e            |
| 2  | Ari Vatanen         | David Richards      | Ford Escort RS1800      | 4      | 1er                                        | 1er           |
| 3  | Hannu Mikkola       | Arne Hertz          | Audi Quattro            | 4      | 3e à 2 min 52 s                            | 3e            |
| 4  | Björn Waldegård     | Hans Thorszelius    | Toyota Celica 2000 GT   | 4      | 9e à 13 min 00 s                           | 8e            |
| 5  | Timo Salonen        | Seppo Harjanne      | Datsun Violet GT        | 4      | 4e à 5 min 59 s                            | 4e            |
| 6  | Henri Toivonen      | Fred Gallagher      | Talbot Sunbeam Lotus    | 2      | ab. dans la 40e spéciale (distributeur)    | -             |
| 7  | Anders Kulläng      | Bruno Berglund      | Mitsubishi Lancer Turbo | 4      | 12e à 21 min 46 s                          | 11e           |
| 8  | Pentti Airikkala    | Risto Virtanen      | Ford Escort RS1800      | 4      | 5e à 8 min 13 s                            | 5e            |
| 9  | Stig Blomqvist      | Björn Cederberg     | Talbot Sunbeam Lotus    | 2      | 8e à 11 min 42 s                           | 1er           |
| 10 | Per Eklund          | Ragnar Spjuth       | Porsche 911 SC          | 4      | ab. dans la 36e spéciale (moteur)          | -             |
| 12 | Lasse Lampi         | Pentti Kuukkala     | Ford Escort RS1800      | 4      | 7e à 9 min 14 s                            | 7e            |
| 13 | Kyösti Hämäläinen   | Tapio Vanhala       | Mitsubishi Lancer Turbo | 4      | 11e à 17 min 36 s                          | 10e           |
| 14 | Michèle Mouton      | Fabrizia Pons       | Audi Quattro            | 4      | 13e à 22 min 25 s                          | 12e           |
| 15 | Björn Johansson     | Sven-Erik Andersson | Opel Ascona 400         | 4      | 6e à 8 min 51 s                            | 6e            |
| 16 | Erkki Pitkänen      | Juanii Paalama      | Datsun 160J PA10        | 2      | ab. dans la 15e spéciale (embrayage)       | -             |
| 17 | Stasys Brundza      | Zvingevits          | Lada 21011              | 2      | 21e à 41 min 41 s                          | 6e            |
| 18 | Franz Wittmann      | Kurt Nestinger      | Audi Quattro            | 4      | ab. après la 8e spéciale (retrait)         | -             |
| 19 | Mikael Sundström    | Voitto Silander     | Fiat Ritmo Abarth       | 2      | ab. dans la 43e spéciale (moteur)          | -             |
| 20 | Kastytis Girdauskas | Arvydas Girdauskas  | Lada 21011              | 2      | 31e à 55 min 58 s                          | 11e           |
| 21 | Maciej Stawowiak    | Ryszard Żyszkowski  | FSO Polonez 2000        | 2      | 29e à 53 min 38 s                          | 9e            |
| 22 | Timo Mäkelä         | Juhani Korhonen     | Talbot Sunbeam Lotus    | 2      | ab. dans la 35e spéciale (freins)          | -             |
| 23 | Tapio Rainio        | Erkki Nyman         | Toyota Celica 2000 GT   | 4      | ab. dans la 29e spéciale (sortie de route) | -             |
| 24 | Antero Laine        | Juha Piironen       | Mitsubishi Lancer Turbo | 4      | 10e à 16 min 33 s                          | 9e            |
| 26 | Jean-Paul Luc       | Daniel Brichot      | Citroën CX 2400 GTI     | 4      | ab. dans la 14e spéciale (moteur)          | -             |
| 28 | Kalevi Aho          | Carl-Johan Wolff    | Fiat 131 Abarth         | 4      | 15e à 30 min 10 s                          | 13e           |
| 30 | Peter Geitel        | Rolf Mesterton      | Datsun 160J PA10        | 2      | 14e à 27 min 06 s                          | 2e            |
| 31 | Heikki Enomaa       | Jyrki Ahava         | Talbot Sunbeam Lotus    | 2      | 16e à 30 min 59 s                          | 3e            |
| 54 | Leo Kinnunen        | Risto Antilla       | Porsche 911 SC          | 4      | ab. dans la 4e spéciale (suspension)       | -             |

## Classements des championnats à l'issue de la course

### Constructeurs
- attribution des points : 10, 9, 8, 7, 6, 5, 4, 3, 2, 1 respectivement aux dix premières marques de chaque épreuve, additionnés de 8, 7, 6, 5, 4, 3, 2, 1 respectivement aux huit premières de chaque groupe (seule la voiture la mieux classée de chaque constructeur marque des points). Les points de groupe ne sont attribués qu'aux concurrents ayant terminé dans les dix premiers au classement général.
- seuls les sept meilleurs résultats (sur dix épreuves) sont retenus pour le décompte final des points.

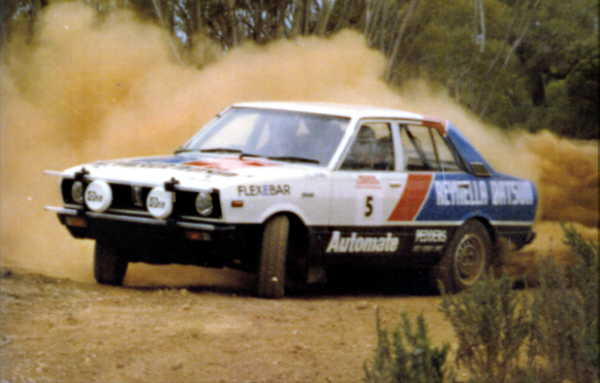
Datsun, principal adversaire de Talbot pour le titre mondial, compte sept points de retard à l'issue du Rallye des 1000 lacs.

| Pos. | Marque     | Points | M-C  | POR  | SAF  | COR  | ACR  | ARG  | FIN  | SAN | CIV | RAC |
| ---- | ---------- | ------ | ---- | ---- | ---- | ---- | ---- | ---- | ---- | --- | --- | --- |
| 1    | Talbot     | 95     | 9+8  | 9+8  | -    | 9+8  | 7+8  | 10+8 | 3+8  |     |     |     |
| 2    | Datsun     | 88     | -    | 6+7  | 10+8 | 8+7  | 6+7  | 9+8  | 7+5  |     |     |     |
| 3    | Ford       | 73     | 3+3  | 4+5  | -    | 4+8  | 10+8 | 5+5  | 10+8 |     |     |     |
| 4    | Fiat       | 58     | 4+4  | 10+8 | -    | -    | 9+7  | -    | 9+7  |     |     |     |
| 5    | Opel       | 54     | 8+7  | 3+8  | 6+6  | 1+7  | -    | -    | 5+3  |     |     |     |
| 6    | Renault    | 50     | 10+8 | -    | -    | 2+5  | 4+6  | 7+8  | -    |     |     |     |
| 7    | Toyota     | 29     | -    | 8+7  | -    | 5+6  | -    | -    | 2+1  |     |     |     |
| 8    | Lancia     | 28     | 5+5  | -    | -    | 10+8 | -    | -    | -    |     |     |     |
| 9    | Audi       | 27     | -    | 7+6  | -    | -    | -    | -    | 8+6  |     |     |     |
| 10   | Peugeot    | 26     | -    | -    | 5+5  | -    | 1+3  | 6+6  | -    |     |     |     |
| 11   | Porsche    | 19     | 2+2  | -    | -    | 7+8  | -    | -    | -    |     |     |     |
| 12   | Škoda      | 8      | -    | -    | -    | -    | 3+5  | -    | -    |     |     |     |
| 13   | Dodge      | 7      | -    | -    | 2+5  | -    | -    | -    | -    |     |     |     |
| 14   | Mitsubishi | 1      | -    | -    | -    | -    | -    | -    | 1+0  |     |     |     |

### Pilotes
- attribution des points : 20, 15, 12, 10, 8, 6, 4, 3, 2, 1 respectivement aux dix premiers de chaque épreuve.
- seuls les sept meilleurs résultats (sur douze épreuves) sont retenus pour le décompte final des points.

| Pos. | Pilote           | Marque        | Points | M-C | SUE | POR | SAF | COR | ACR | ARG | BRE | FIN | SAN | CIV | RAC |
| ---- | ---------------- | ------------- | ------ | --- | --- | --- | --- | --- | --- | --- | --- | --- | --- | --- | --- |
| 1    | Guy Fréquelin    | Talbot        | 81     | 15  | -   | 6   | -   | 15  | 10  | 20  | 15  | -   |     |     |     |
| 2    | Ari Vatanen      | Ford          | 75     | -   | 15  | -   | -   | -   | 20  | -   | 20  | 20  |     |     |     |
| 3    | Markku Alén      | Fiat          | 54     | 4   | -   | 20  | -   | -   | 15  | -   | -   | 15  |     |     |     |
| 4    | Shekhar Mehta    | Datsun        | 43     | -   | -   | -   | 20  | -   | 8   | 15  | -   | -   |     |     |     |
| 5    | Hannu Mikkola    | Audi          | 32     | -   | 20  | -   | -   | -   | -   | -   | -   | 12  |     |     |     |
| 6    | Bernard Darniche | Lancia        | 26     | 6   | -   | -   | -   | 20  | -   | -   | -   | -   |     |     |     |
| 7    | Henri Toivonen   | Talbot        | 23     | 8   | -   | 15  | -   | -   | -   | -   | -   | -   |     |     |     |
| 8    | Jorge Recalde    | Datsun        | 22     | -   | -   | -   | -   | -   | -   | 12  | 10  | -   |     |     |     |
| 9    | Jean Ragnotti    | Renault       | 20     | 20  | -   | -   | -   | -   | -   | -   | -   | -   |     |     |     |
| 9=   | Jochi Kleint     | Opel          | 20     | 12  | -   | -   | 8   | -   | -   | -   | -   | -   |     |     |     |
| 9=   | Tony Pond        | Datsun        | 20     | -   | -   | 8   | -   | 12  | -   | -   | -   | -   |     |     |     |
| 9=   | Pentti Airikkala | Ford          | 20     | -   | 12  | -   | -   | -   | -   | -   | -   | 8   |     |     |     |
| 9=   | Anders Kulläng   | Opel          | 20     | 10  | 10  | -   | -   | -   | -   | -   | -   | -   |     |     |     |
| 9=   | Timo Salonen     | Datsun        | 20     | -   | -   | -   | 10  | -   | -   | -   | -   | 10  |     |     |     |
| 15   | Björn Waldegård  | Ford, Toyota¹ | 17     | 3   | -   | 12¹ | -   | -   | -   | -   | -   | 2¹  |     |     |     |
| 16   | Rauno Aaltonen   | Datsun        | 15     | -   | -   | -   | 15  | -   | -   | -   | -   | -   |     |     |     |
| 17   | Mike Kirkland    | Datsun        | 12     | -   | -   | -   | 12  | -   | -   | -   | -   | -   |     |     |     |
| 17=  | Attilio Bettega  | Fiat          | 12     | -   | -   | -   | -   | -   | 12  | -   | -   | -   |     |     |     |
| 17=  | Domingo De Vitta | Ford          | 12     | -   | -   | -   | -   | -   | -   | -   | 12  | -   |     |     |     |
| 17=  | Björn Johansson  | Opel          | 12     | -   | 6   | -   | -   | -   | -   | -   | -   | 6   |     |     |     |